# Методи Бойчев
Методи Стоянов Бойчев или Бочев е български военен. Роден е в Търново. В 1912 година в Балканската война като капитан ръководи създаването на 9 велешка дружина на Македоно-одринското опълчение. Дружината е подготвена и обучена в Русе, като доброволците дори успяват да проведат стрелби. В сравнение с личния състав на всички останали дружини опълченците от 9 дружина са най-добре организирани и екипирани. По време на военната си кариера служи в 18-а пехотна дружина, флота и 7-и пехотен резервен полк.

## Военни звания
- Подпоручик (30 август 188?)
- Поручик (24 март 1886)
- Капитан (1888)
- Майор (28 юли 1913)
- Подполковник (30 януари 1920)